# Volokolamsk

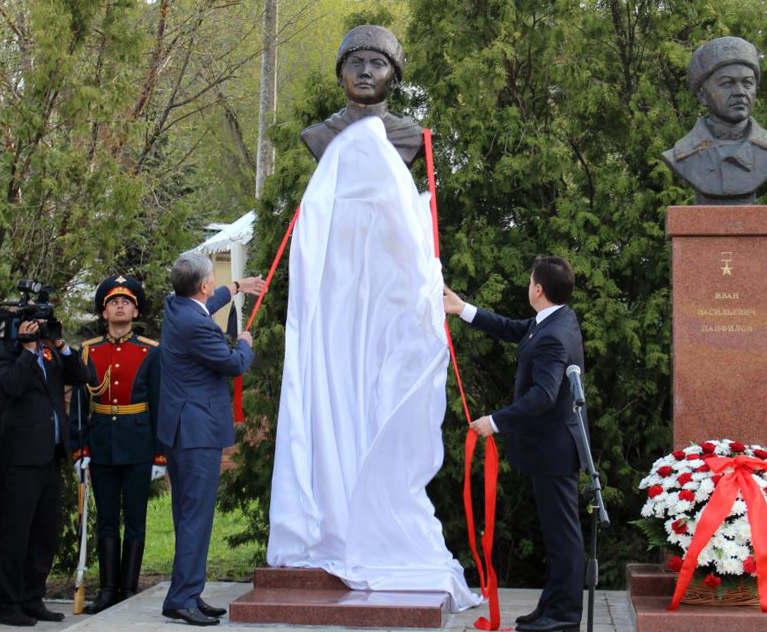
Odhalení busty Dujšenkula Šopokova

Volokolamsk (rusky Волокола́мск) je město v Moskevské oblasti v Rusku. Leží ve vzdálenosti 124 km severozápadně od Moskvy na železniční trati Moskva–Riga. Při sčítání v roce 2015 zde žilo 21 tisíc lidí.